# Cantão (bandeira)
Um cantão em uma bandeira é uma área retangular no canto esquerdo superior de uma bandeira, ocupando até um quarto da área da bandeira. O cantão de uma bandeira pode ser uma bandeira por direito próprio. Por exemplo, insígnias britânicas têm o Union Jack como seu cantão, assim como seus derivados, como as bandeiras nacionais de Austrália e Nova Zelândia.
Seguindo a prática das insígnias britânicas, um cantão às vezes contém um símbolo de unidade nacional, como o campo azul e as estrelas brancas da Bandeira EUA. Nesses casos, o cantão pode ser chamado de "união".

## Bandeiras atuais usando cantões

A bandeira da Abecásia possui um cantão vermelho com uma mão direita branca e sete estrelas brancas nele.
A bandeira da Austrália apresenta a Bandeira da União como um cantão.
A bandeira do Chile incorpora um cantão azul com uma estrela branca de cinco pontas.
A bandeira das Fiji tem um cantão da Bandeira da união.
A bandeira da Grécia tem um cantão azul com uma cruz grega branca.
A bandeira da Libéria tem um cantão azul com uma estrela branca de cinco pontas.
A bandeira da Malásia tem um cantão com uma estrela crescente e de 14 pontas em amarelo em um campo azul.
A bandeira da Nova Zelândia tem um cantão com a bandeira da União
A bandeira de Samoa tem um cantão azul que tem a constelação Cruzeiro do Sul em branco.
A bandeira da República da China possui um cantão azul marinho com um sol branco com 12 raios triangulares.
A bandeira do Togo tem um cantão vermelho com uma estrela branca de cinco pontas.
A bandeira de Tonga tem um cantão branco com uma cruz grega vermelha cruzada.
A bandeira de Tuvalu apresenta a bandeira da união em seu cantão.
A bandeira EUA tem 50 estrelas brancas em um cantão azul, de acordo com os 50 estados.
A bandeira do Uruguai tem um cantão branco encarregado do Sol de Maio.